# Strengen
Strengen is een gemeente in het district Landeck van de Oostenrijkse deelstaat Tirol.
Strengen bestaat uit enkele verspreide kleine kernen, voornamelijk aan de noordelijke wand van het Stanzertal. De gemeente is tussen Landeck en het Arlberggebied gelegen. Het dorp bestaat uit in Romaanse stijl opgetrokken stenen huizen en Bajuwarische houten huizen. De verkeersstroom werd sterk beperkt dankzij de opening van de Strenger Tunnel op de Arlberg Schnellstraße. Het toerisme in Strengen is, in tegenstelling tot andere dorpen in het Stanzertal, slechts weinig ontwikkeld.

## Afbeeldingen

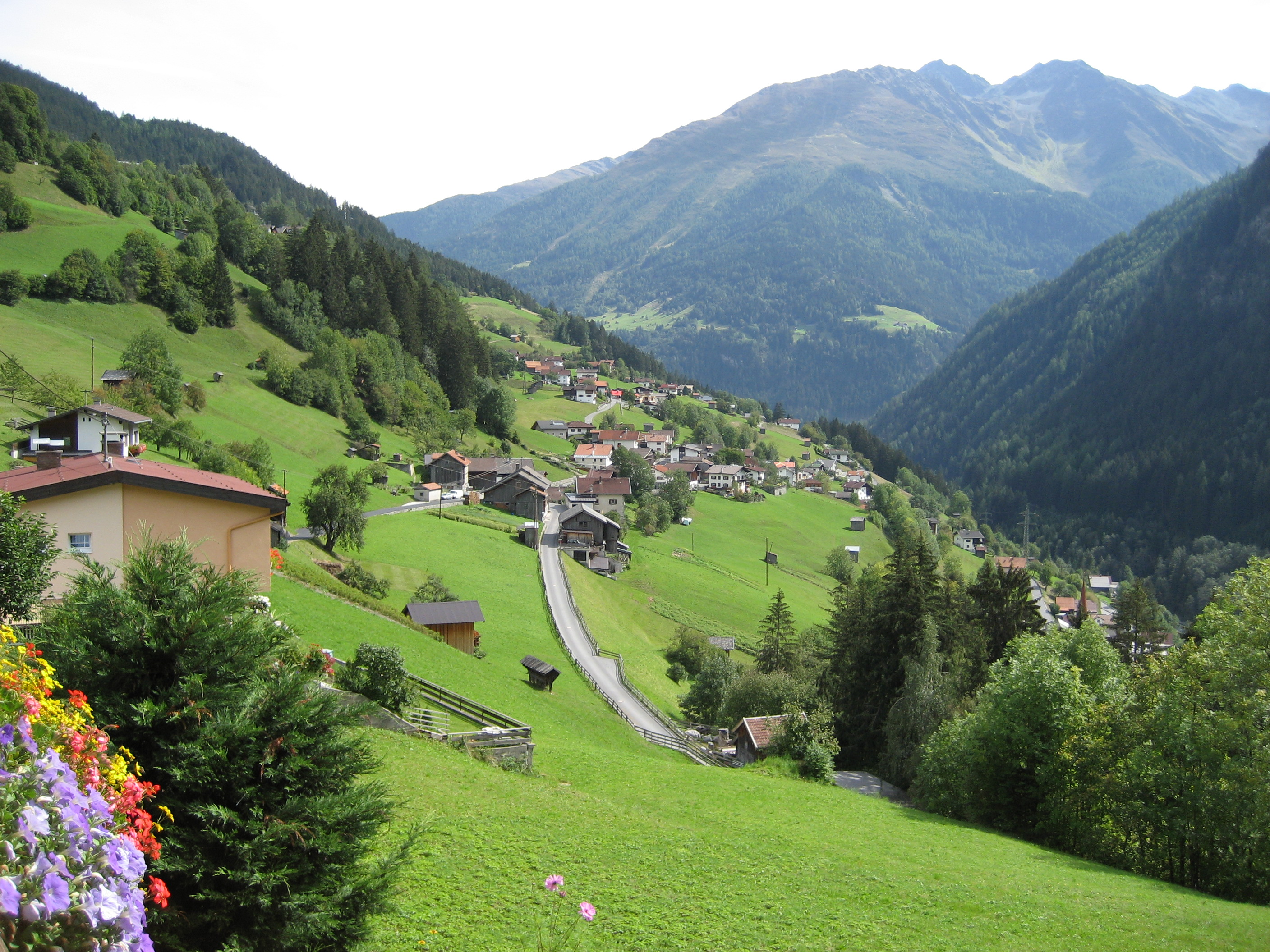
Grießhof
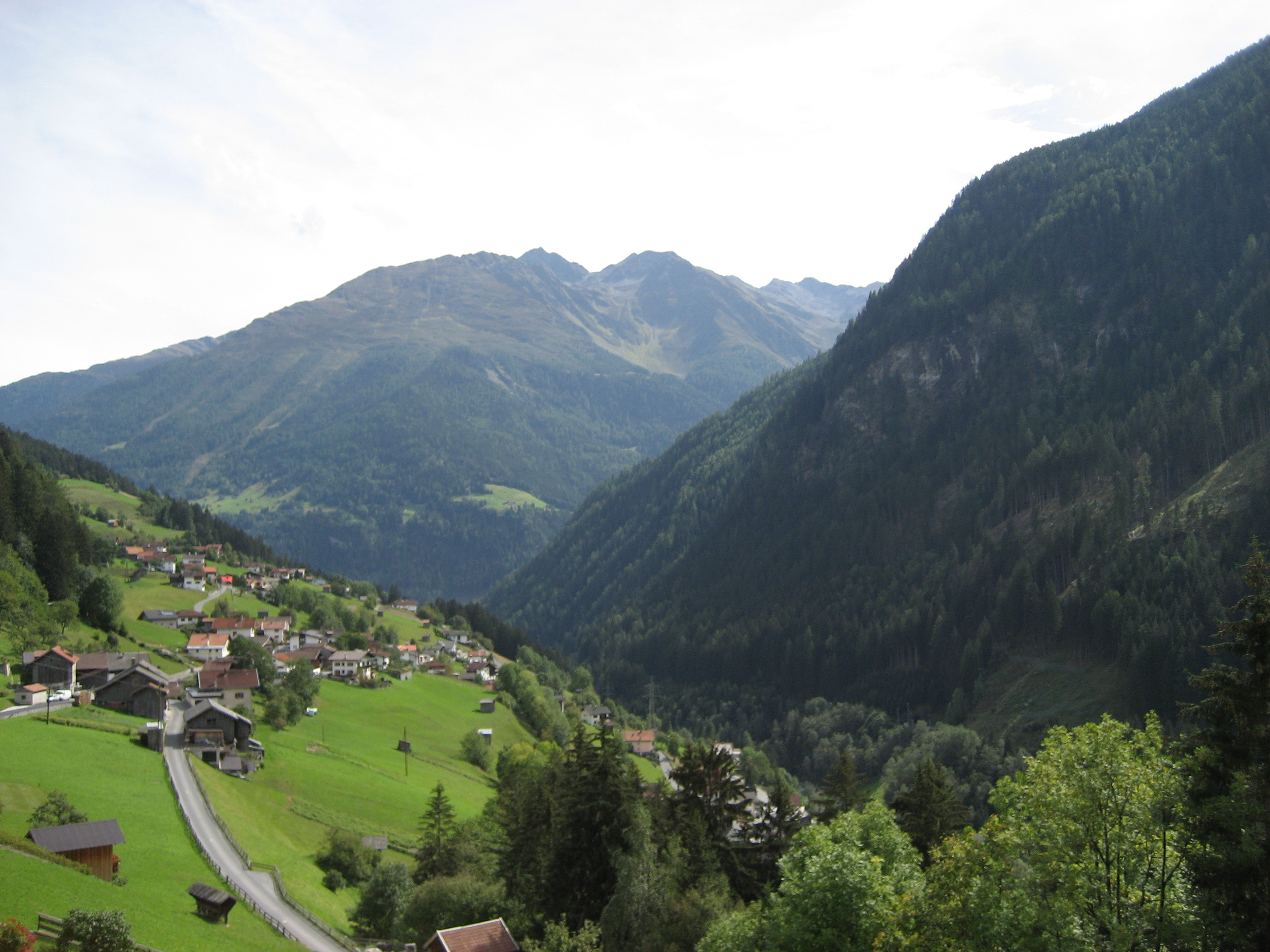
"Schwarze Wand

Faggen · Fendels · Fiss · Fließ · Flirsch · Galtür · Grins · Ischgl · Kappl · Kaunerberg · Kaunertal · Kauns · Ladis · Landeck · Nauders · Pettneu am Arlberg · Pfunds · Pians · Prutz · Ried im Oberinntal · Sankt Anton am Arlberg · Schönwies · See · Serfaus · Spiss · Stanz bei Landeck · Strengen · Tobadill · Tösens  · Zams
- Gemeinsame Normdatei: 4527878-7
- Virtual International Authority File: 248272308